# Laphria laterepunctata
Laphria laterepunctata är en tvåvingeart som beskrevs av Macquart 1838. Laphria laterepunctata ingår i släktet Laphria och familjen rovflugor. Inga underarter finns listade i Catalogue of Life.